# (22745) Rikuzentakata
(22745) Rikuzentakata est un astéroïde de la ceinture principale.

## Description
(22745) Rikuzentakata est un astéroïde de la ceinture principale. Il fut découvert le 14 octobre 1998 à la station Anderson Mesa par le programme LONEOS. Il présente une orbite caractérisée par un demi-grand axe de 2,71 UA, une excentricité de 0,11 et une inclinaison de 13,0° par rapport à l'écliptique.

## Compléments